# تیم ملی فوتبال زیر ۲۱ سال گرجستان
تیم ملی فوتبال زیر ۲۱ سال گرجستان (انگلیسی: Georgia national under-21 football team) یا تیم ملی فوتبال جوانان گرجستان، نماینده کشور گرجستان در مسابقات فوتبال جوانان اروپا و جهان است که زیر نظر فدراسیون فوتبال گرجستان فعالیت می‌کند.